# Fosforescence

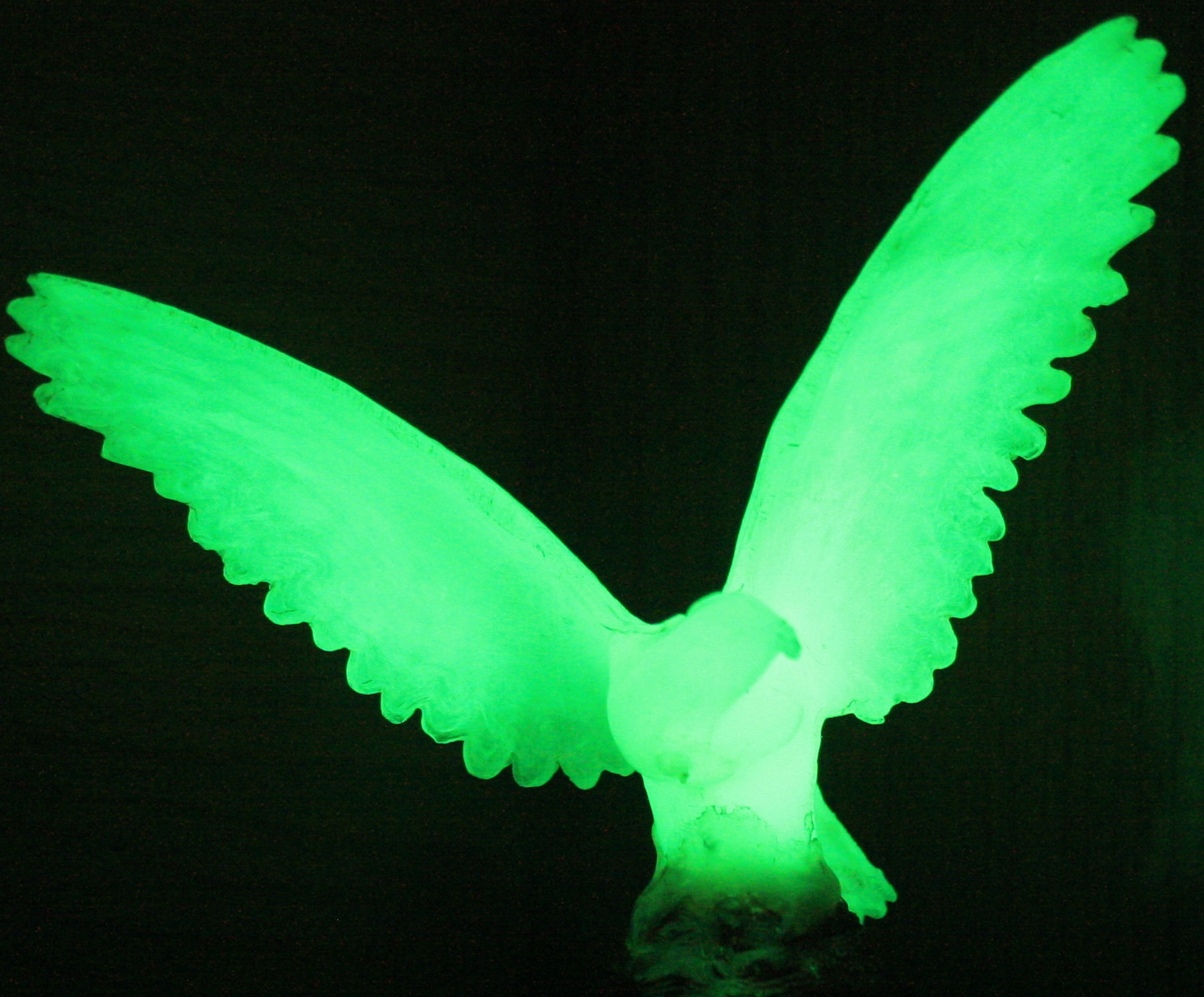
Fosforeskující figurka ptáka.

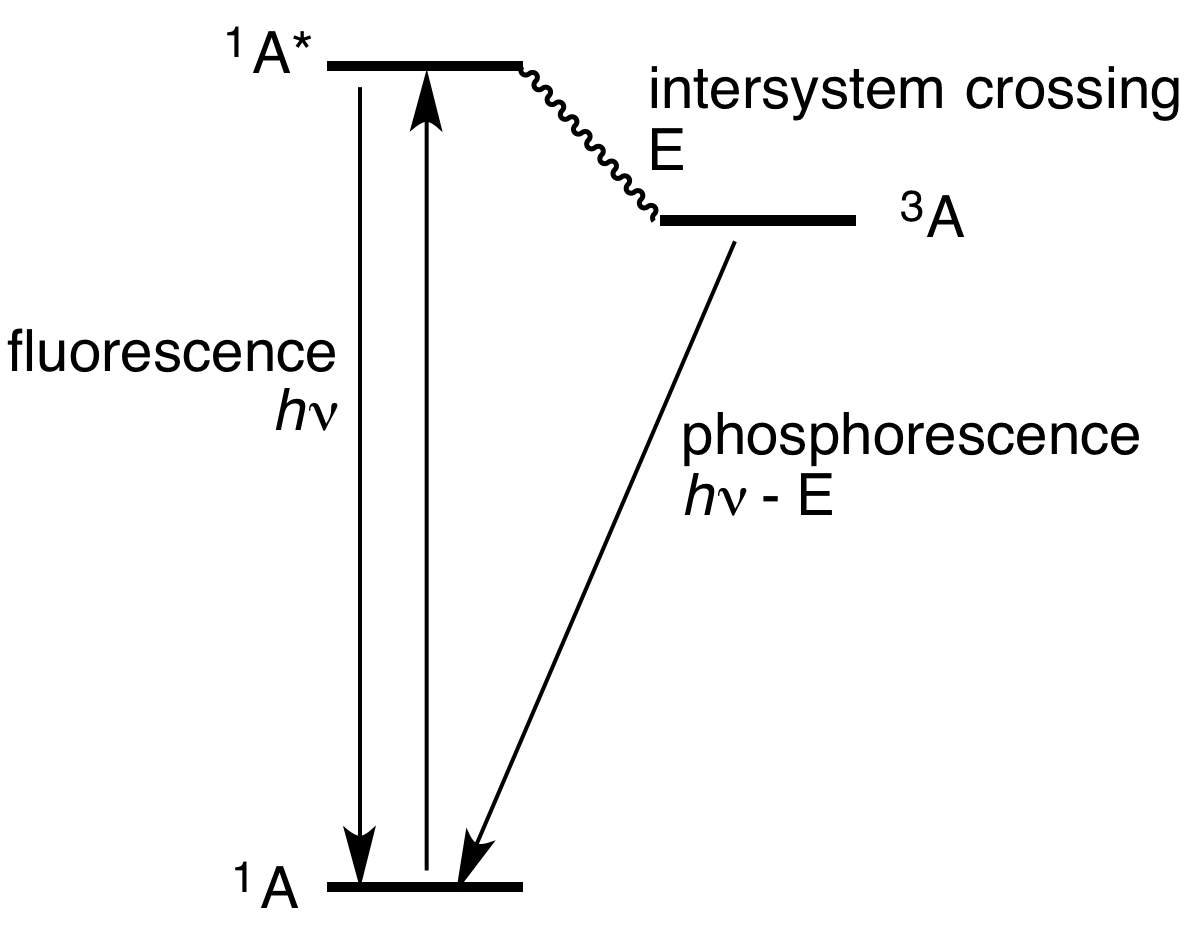
Schema energetických hladin molekuly A excitované do singletního stavu (^{1}A*) s přechodem do tripletního stavu (^{3}A), který relaxuje do základního stavu fosforescencí.

Fosforescence je luminiscence při které je látka excitována do metastabilního stavu. Vyzařování pak dochází pomalu (zakázaný přechod) i po dobu několika minut či déle. Naproti tomu fluorescence vymizí během několika málo nanosekund. Studium fosforescence vedlo k objevu radioaktivity.